# Amphilochus opunake
Amphilochus opunake is een vlokreeftensoort uit de familie van de Amphilochidae. De wetenschappelijke naam van de soort is voor het eerst geldig gepubliceerd in 1972 door J.L. Barnard.